# Peter Pan - Tilbage til Ønskeøen
Tilbage til ønskeøen er en Disney-tegnefilm fra 2002, og er en officiel fortsættelse til Peter Pan fra 1953.

## Danske stemmer
- Ann Eleonora Jørgensen
- Julie Lund
- Søren Spanning
- Sebastian Jessen
- Per Pallesen